# 阿部智
阿部 智（あべ さとし、1962年1月4日 -）は、日本の小説家。

## 略歴
宮城県牡鹿郡牡鹿町（現在の石巻市の一部）出身。
仙台電波工業高等専門学校中退後、テレビ番組のアシスタントなどを経て、1983年に海上保安庁へ入庁。
1989年、経験を活かした海上保安庁を扱った小説、『消された航跡』で第9回横溝正史ミステリ大賞受賞。この作品は同年、TBSより小澤啓一監督でドラマ化されている。

## 作品一覧
- 『消された航跡』1989年5月、角川書店、ISBN 978-4048725408
- 『復讐の海線（シーライン）』1990年5月、角川書店、ISBN 978-4048725859
- 『擬制の絆』1993年12月、角川書店、ISBN 978-4041912010
- 『海峡に死す』1994年6月、講談社、ISBN 978-4061817807